# Nardostachys grandiflora
Genre
Espèce
Classification phylogénétique
Statut CITES
Nardostachys grandiflora est une espèce de plantes herbacées de la famille des Valérianacées appartenant au genre monotypique Nardostachys.

## Dénominations
Le nard indien ou nard de l'Himalaya : Nardostachys grandiflora DC. (synonymes: Nardostachys jatamansi auct., Nardostachys chinensis Batalin), permet l'extraction du nard, un parfum.

## Distribution
Nardostachys grandiflora DC. est native de Chine (Gansu, Qinghai, Sichuan, Xizang, Yunnan), du Bhoutan, de l'Inde (Sikkim, Uttar Pradesh), et du Népal.